# Житије Светог Симеона од Светог Саве
Житије Светог Симеона од Светог Савe је житије српског великог жупана Стефана Немање - Светог Симеона (умро 1200. године), које је почетком 13. века написао његов најмлађи син, први српски архиепископ Свети Сава (умро 1236. године). Житије представља једно од најранијих и најзначајнијих дела српске средњовековне књижевности. Није било конципирано као посебно дело, већ је настало као једна од почетних глава Студеничког типика, чији се оригинал чува у Националном музеју у Прагу (под сигнатуром IX H 8 — Š10).
Поред Житија Светог Симеона од Светog Савe, постоје и друга житија истог светитеља:
- Пролошко житије Светог Симеона, које је састављено почетком 13. века, са потоњим редакцијама.[5][6][7]
- Житије Светог Симеона од Стефана Првовенчаног, које је написао српски краљ Стефан Првовенчани.[8][9][10]
- Житије Светог Симеона од Доментијана, које је средином 13. века написао Доментијан Хиландарац.[11][12][13]

## Настанак дела
Сава је ово своје дело писао у два маха. Први пут (између 1200. и 1205. године) у врло кратком облику (ограничено на историјат Симеоновог доласка на Свету гору и сажето казивање о његовој смрти) у другој и трећој глави Хиландарског типика, којег је почео да саставља одмах после смрти Св. Симеона 1199. г. Други пут (1208) много опширније пише Живот Господина Симеона у оквиру Студеничког типика, који је саставио у својој студеничкој испосници. Сматра се да су ова два типика готово истоветни, па отуд закључак о сродности и повезаности две верзије Житија Св. Симеона.
Пишући ово своје дело, Сава се, говорећи у почетку о Немањи као владару, обилно користио Немањином повељом манастиру Хиландару (1198/1199), из које је преписао читаве ставове.

## Књижевне одлике
Иако је по обиму мало и скромно, Савино дело се одликује лаким и живим излагањем, јаким драмским описима и проживљеном осећајношћу.
У науци је препознато да се ради о ктиторском и по свом саставу опширном (или обимном) житију, а не о краћем, пролошком. По узору на византијске предлошке чију традицију следи, и ово житије приказује образац светачког живота и понашања, те су сви биографски подаци подређени функцији текста да охрабри манастирски колектив у истрајавању у вери, те да, као култни спис, шири култ овог свеца. Ово житије се по обичају и данас чита у манастирским трпезаријама на дан свечевог представљања, тј. 26. фебруара по грегоријанском календару, а тиме се потврђује континуитет изванредне популарности овог жанра која је постојала у средњем веку.
Права књижевна природа Савиног рада се разоткрива у његовим житијним и песничким саставима, који, сваки у своме жанру, стоје на почецима развоја одговарајућих књижевних родова у осамостаљеној српској књижевности. Развијено житије Свети Сава пише тек у уводу Студеничког типика, у Студеници 1208. године.
Житије Светог Симеона писано је као ктиторско житије оснивача Студенице, по свим правилима овога жанра из узорне византијске књижевности. Усредсређен на монашки лик Симеонов, Сава је стварне биографске податке из живота Немањиног подредио идеји одрицања од престола, моћи и узвишености у овом свету, ради небеског царства. Симеон је приказан као драматичан пример одрицања, основне јеванђелске поруке и темеља сваке, а нарочито монашке духовности. Стога је и уобичајени реторски увод у Савином житијном делу спојио елементе биографске предисторије (освајања, тековине Немање владара) са елементима реторичне похвале светоме, чија се величина изграђује на противречности самоодрицања. Тек за овом похвалом следи казивање о монашким подвизима Симеоновим и о његовој смрти; то је главни биографски део Житија, који се не завршава похвалом већ молитвом Савином, обележеном снажним тоном проповедања и поуке. Врлина Савиног Житија Светог Симеона је непосредно и једноставно, одмерено причање без реторичности, у коме се препознаје блиски сведок и пратилац, учесник у животним збивањима Симеона Немање, Немањин син. Опис Симеонове смрти, сав у смењивању слике и дијалога, уздржан и узбуђен у исти мах, спада у најлепше странице старе српске књижевности.

## Интертекстуалне везе
Српска средњовековна књижевност, чији је Свети Сава утемељивач, настала је паралелно са раним формирањем српске средњовековне феудалне државе и феудалног друштвеног поретка, па се развијала и напредовала напоредо са њима и у зависности од њиховог уздизања и јачања. Током XIII и XIV века средњовековна Србија добија неколицину даровитих писаца који су сви са добрим успехом неговали један оригиналан, и за нашу литературу врло значајан и особен књижевни род, род старе српске биографије. Зачетник овога рода био је управо Сава Немањић, или Св. Сава, који је располагао изузетним књижевним даром што је учинило да његово, обимом мало дело, Живот св. Симеона не остане уписано само као најстарији биографски спис српске књижевности, него и једно од најбољих књижевних остварења српске средњовековне литературе. Савин брат Стефан Првовенчани, такође пише биографију њиховог оца Немање, те тако на најбољи начин допуњава Саву. Док је Сава описивао највише очев монашки живот, Стефан је у своме делу Живот св. Симеона обухватио не само целокупан Немањин владарски век, већ и један део сопствене владавине. Обојица Немањиних синова оставили су угледни модел за састављање биографија свих наредних владара немањићке династије, а тиме засновали чврст идејни темељ за дугогодишњи савез између црквене и световне власти. Већ почетком XIII века Савино и Стефаново дело је у довољној мери утврдило ауторитет Стевана Немање као државотворца и оснивача династије. На истом трагу половином века појавила се потреба за уздизањем и учвршћивањем култа Св. Саве као оснивача и првог поглавара самосталне српске цркве. Тај посао извршила су један за другим два хиландарска калуђера.